# Santa Bárbara de Pinto
Santa Bárbara de Pinto – miasto w Kolumbii, w departamencie Magdalena.